# Забурунный (хутор)
Забурунный — хутор в Ольховском районе Волгоградской области, в составе Гусёвского сельского поселения.
Население — 156 чел. (2010)

## История
Первоначально известен как хутор Зубурунов. Автор Историко-географического словаря Саратовской губернии, изданного в 1898—1902 годах, А. Н. Минх, предполагал, что название хутора восходит к фамилии казака Волжского казачьего войска Забурунного, владевшего несколькими хуторами на Иловле.
С 1928 года — хутор в составе Ольховского района Камышинского округа (округ ликвидирован в 1934 году) Нижневолжского края (с 1935 года — Сталинградского края, с 1936 года — Сталинградской области), с 1961 года — Волгоградской области.

## Общая физико-географическая характеристика
Хутор находится в степной местности, на правом берегу реки Иловли, на высоте около 80 метров над уровнем моря. В пойме Иловли — пойменные леса. Почвы каштановые, в пойме Иловли — пойменные засолённые.
Через село проходит автодорога Ольховка и Иловля. По автомобильным дорогам расстояние до областного центра города Волгоград — 170 км, до районного центра села Ольховка — 6 км.
Часовой пояс
Забурунный, как и вся Волгоградская область, находится в часовой зоне МСК (московское время). Смещение применяемого времени относительно UTC составляет +3:00.

## Население
Динамика численности населения
| 1862 | 1891 | 1911 | 1987 | 2002 |
| ---- | ---- | ---- | ---- | ---- |
| 131  | 21   | 173  | ≈170 | 192  |

| 2010 |
| ---- |
| 156  |